# Olga Kotljarova
Olga Ivanovna Kotljarova (rusko Ольга Ивановна Котлярова), ruska atletinja, * 12. april 1976, Sverdlovsk, Sovjetska zveza.
Nastopila je na poletnih olimpijskih igrah v letih 1996 in 2000, ko je osvojila bronasto medaljo v štafeti 4x400 m in osmo mesto v teku na 400 m, leta 1996 je bila v štafeti 4x400 m peta. Na svetovnih prvenstvih je osvojila naslov prvakinje v štafeti 4x400 m leta 1999, na svetovnih dvoranskih prvenstvih štiri naslove prvakinje v isti disciplini in srebrno medaljo v teku na 400 m leta 2001, na evropskih prvenstvih naslov prvakinje v teku na 800 m leta 2006 ter srebrno medaljo v štafeti 4x400 m in bronasto v teku na 400 m leta 1998, na evropskih dvoranskih prvenstvih pa srebrno medaljo v teku na 400 m leta 1996.